# Lublófüred
Lublófüred (szlovákul: Ľubovnianske kúpele) Ólubló külterülete Szlovákiában, az Eperjesi kerület Ólublói járásában. Sosem volt önálló település.

## Fekvése
Ólublótól 8 km-re délkeletre fekvő fürdőtelep a Lubló-patak oldalsó völgyében.

## Története
A 19. században létesítették 4 szénsavas, vastartalmú forráson.
Fényes Elek 1851-ben kiadott geográfiai szótárában így ír róla: „Fekvése a földnek valóban regényes, kellemes erdőktől környezve. A fördő-épületek csinosak; az élelem olcsó; szép vendégfogadó, derék angol kert egy tóval, kényelmet és kedves mulatságot adnak a fördő-vendégeknek. A fördés ideje leginkább julius kezdetétől aug. végéig. A falu és fördő birtokosai Probstner András és Adolf.”
A Pallas nagy lexikona szerint: „556 m. magasságban, gyönyörü fenyveserdők közepett; a fürdő Szepes vármegye legszebb fürdői közé tartozik, melynek égvényes vasas savanyuvizét vérhiányon alapuló női bajok ellen nagy sikerrel alkalmazzák. A fürdőben több nyaralóban 120 lakószoba és 30 fürdőszoba van; a fürdő berendezése teljesen modern s minden igényt kielégíthet. A fürdő parkja nagy kiterjedésü szép fenyves. Tulajdonosa Probstner Arthur.”
A trianoni diktátum előtt területe Szepes vármegye Ólublói járásához tartozott. 1945 után országos hírű turisztikai és üdülőközponttá építették ki fedett uszodával, nyaralókkal, sífelvonóval.